# 中国经济史学会
中国经济史学会是中华人民共和国经济史学工作者组成的全国性、学术性、非营利性社会团体，由中国社会科学院主管，挂靠在中国社会科学院经济研究所。